# Châtillon, Vienne

Châtillon este o comună în departamentul Vienne, Franța. În 2009 avea o populație de 225 de locuitori.